# Trunks
Trunks (トランクス?, Torankusu) è uno dei personaggi principali del manga Dragon Ball di Akira Toriyama. Compare anche nelle varie opere derivate, tra cui le serie televisive anime Dragon Ball Z, Dragon Ball GT e Dragon Ball Super, i film, gli OAV e numerosi videogiochi.
È il figlio di Vegeta e Bulma. Nel franchise di Dragon Ball appaiono due versioni di questo personaggio; il primo è il Trunks della storia principale dei protagonisti, mentre il secondo è chiamato Trunks del futuro (o Mirai Trunks dall'originale giapponese), ed è una versione di Trunks proveniente da un futuro in cui la storia si è svolta diversamente da quella principale. Un terzo Trunks di un'altra linea temporale, identico al secondo, viene ucciso da Cell prima che questi si rechi nel passato con la macchina del tempo di Trunks.
Come per sua madre e sua sorella Bra, anche il nome di Trunks deriva da un gioco di parole sulla biancheria (in inglese trunks significa "calzoncini da bagno").

## Trunks del presente

### Biografia

#### Dragon Ball
Trunks, nella sua versione della storia principale, appare per la prima volta da neonato, in braccio a Bulma, durante l'attacco dei cyborg Numero 19 e Numero 20 ai danni di un'isola. Qui rischia di morire a causa di 20, venendo tuttavia salvato, insieme alla madre, dalla sua controparte futura. Passati 7 anni dagli eventi con Cell, il giovane Trunks passa le sue giornate allenandosi insieme all'amico Goten, che riesce sempre a battere. A differenza di Trunks del futuro, incredibilmente, riesce a trasformarsi in Super Saiyan all'età di soli 8 anni. Trunks decide, insieme a Goten, di iscriversi al Torneo Tenkaichi nella sezione giovanile, dove sconfigge facilmente tutti gli avversari che gli si pongono davanti, arrivando in finale contro l'amico/rivale Goten. Il combattimento è entusiasmante, finché Trunks riesce a strappare la vittoria trasformandosi "involontariamente" in Super Saiyan e facendo cadere Goten fuori dal ring. Successivamente, Trunks batte Mr. Satan. Desideroso di prendere parte al Torneo Tenkaichi nella sezione adulti, lui e Goten tramortiscono il guerriero mascherato Migthy Mask, e gli rubano il costume indossandolo insieme dopo essersi messi l'uno sopra l'altro. Qualificatisi tra i sedici finalisti, durante la battle royal i due sconfiggono Kira, ma quando affrontano Numero 18 lei li smaschera davanti ai presenti e quindi Trunks e Goten vengono squalificati dal torneo per via della loro età.
Successivamente Trunks assiste allo scontro tra il nuovo nemico Majin Bu e il padre Vegeta, salvandolo in extremis con un calcio diretto al mostro rosa; tuttavia il suo intervento a poco serve contro l'enorme potere di Bu, poiché Vegeta, resosi conto di non poter battere il nemico, decide di autodistruggersi nel tentativo di sconfiggerlo. Subito prima di autodistruggersi Vegeta abbraccia il figlio dicendogli per la prima volta che gli vuole bene, per poi farlo svenire insieme a Goten, affidandoli entrambi a Piccolo con la richiesta di portarli al sicuro. Diverse ore dopo Trunks si risveglia al Palazzo di Dio e apprende della triste morte del padre; decide quindi insieme a Goten di apprendere la fusione sotto gli insegnamenti di Piccolo, in modo da unirsi a Goten per acquisire una forza straordinaria.
Dopo numerosi tentativi, Trunks e Goten riescono a effettuare correttamente la fusione, dando vita a Gotenks; tuttavia a causa della giovane età dei ragazzi, Gotenks risulta essere un guerriero estremamente arrogante e spavaldo, tanto da partire immediatamente contro il parere di Piccolo per affrontare Majin Bu, ottenendo però solo un'amara sconfitta. Tornati al Palazzo di Dio, i due Saiyan, sotto incitamento di Piccolo, decidono di allenarsi nella Stanza dello Spirito e del Tempo, per riuscire così a potenziarsi sufficientemente per poter nuovamente affrontare Majin Bu. Sfortunatamente però, prima di completare l'allenamento, Majin Bu giunge nella Stanza dello Spirito e del Tempo, e Gotenks si scontra nuovamente con lui. Dopo un po', per fare uno scherzo a Piccolo Gotenks afferma di aver esaurito tutte le sue forze, al che Piccolo distrugge l'ingresso della Stanza dello spirito e del tempo per potervi intrappolare Majin Bu all'interno, che però, grazie ai suoi poteri, riesce da solo a uscirne.
A quel punto Gotenks, intrappolato nella Stanza insieme a Piccolo, rivela il suo asso nella manica e si trasforma in un Super Saiyan III, e il potere acquisito gli permette di aprire un varco tra la Stanza e il mondo esteriore. Uscito dalla Stanza, Gotenks riprende il combattimento contro Super Bu, mostrandosi questa volta superiore all'avversario e arrivando a un passo dall'eliminarlo. Tuttavia, Gotenks si vede sfuggire la vittoria a causa dello scioglimento della fusione, che lo fa ritrasformare in Goten e Trunks, condannando i due ragazzi a una fine certa. Fortunatamente per loro Gohan (debitamente potenziato dall'Anziano Kaiohshin) interviene però ad affrontare il nemico. Quando ormai sembra che Majin Bu stia per essere eliminato dall'enorme superiorità di Gohan, Goten e Trunks, provocati dallo stesso Super Bu, decidono di fondersi nuovamente (cosa che non potevano fare prima non essendo trascorso abbastanza tempo dalla loro ultima fusione) con lo scopo di aggiudicarsi il colpo di grazia al mostro. Super Bu però, a sorpresa, assorbe Gotenks grazie a un frammento del suo corpo, e diventa notevolmente più forte, tanto da sconfiggere il potenziato Gohan.
Successivamente, grazie all'intervento di Vegeth, Trunks e Goten, insieme a Piccolo e Gohan, vengono liberati dal corpo di Super Bu ma finiscono poi eliminati assieme all'intero pianeta Terra dall'incontrollabile Kid Bu. Trunks verrà in seguito riportato in vita insieme a Goten, Piccolo e Gohan e a tutti coloro che sono stati eliminati da Majin Bu, riuscendo quindi a fornire la propria energia, insieme a tutti i suoi compagni e ai terrestri, alla Sfera Genkidama di Goku, con cui quest'ultimo elimina definitivamente Majin Bu.
Dieci anni dopo, Trunks, ormai cresciuto, parteciperà nuovamente al Torneo Tenkaichi alla fine di Dragon Ball Z insieme a Goku, Vegeta e Goten, con il quale vuole nuovamente confrontarsi, anche se a causa della partenza di Goku nel bel mezzo del Torneo, Trunks non viene mostrato combattere.

#### Dragon Ball Super
Qualche tempo dopo che Vegeta e Goku hanno sconfitto Majin Bu, Trunks festeggia il compleanno di sua madre insieme a tutti gli altri sulla nave da lusso affittata da Bulma, ma la festa viene interrotta dall'arrivo di Beerus, il Dio della distruzione; Goten e Trunks provano inutilmente a sconfiggerlo con la loro fusione, ma Gotenks non può nulla contro la sua forza. In seguito, Trunks assiste allo scontro tra Goku e Beerus.
Trunks è uno degli spettatori nel torneo tra i guerrieri del Sesto e del Settimo Universo, inoltre durante la saga di Zamasu il bambino soccorre la sua versione del futuro: Trunks del futuro, tornato nel passato per chiedere aiuto a Goku e Vegeta per affrontare Black Goku, un nuovo nemico dall'aspetto identico a quello di Goku.
Quando poi Zeno organizza il Torneo del Potere, Goten e Trunks non partecipano perché non reclutati da Goku per via della loro giovane età. A poche ore dall'inizio del Torneo, Goten e Trunks decidono quindi di difendere l'isola protetta da Numero 17 mentre questi è impegnato nel Torneo del Potere, incarico che successivamente gli viene riaffidato quando la Legione di Molo attacca la Terra, dato che pure in questa circostanza Trunks e Goten non vengono coinvolti nello scontro con gli invasori alieni.
Trascorso un po' di tempo, Trunks è diventato ormai un adolescente e frequenta il liceo, lui e Goten affrontano la criminalità nella Città dell'Ovest come supereroi, Trunks usa il nome di Saiyaman X-1. I due ragazzi finiscono nelle mire del dr. Hedo il quale ambisce alla realizzazione dei propri cyborg, Trunks affronta uno di loro ovvero Beta 1, riuscendo a batterlo. Trunks, insieme a Goten e Crilin, scova il nascondiglio di Hedo e insieme distruggono il Dinodroid 1, il cyborg più potente, infine Hedo viene arrestato. Trascorsi alcuni mesi, dopo la scarcerazione di Hedo, egli viene avvicinato dalla Red Ribbon creando per loro il cyborg Cell Max, l'arma per la conquista del mondo, Trunks e Goten prendono parte alla battaglia nel quartier generale della Red Ribbon combattendo contro Cell Max che viene distrutto da Gohan, durante lo scontro Goten e Trunks hanno usato la fusione ma il risultato è stata una versione fallimentare di Gotenks dal momento che i due hanno sbagliato l'esecuzione della tecnica, infatti durante la battaglia i due ragazzi non si sono rivelati molto utili.

#### Dragon Ball GT
In Dragon Ball GT, Trunks è diventato il presidente della Capsule Corporation e così come Goten e Gohan, ha smesso di allenarsi. Trunks tuttavia considera stressante e parecchio noioso il suo incarico, al che Vegeta, cosciente di questo suo fastidio, lo incarica di accompagnare Goku nello spazio per aiutarlo a recuperare le sfere del drago dalla stella nera.
Dopo molte avventure, Trunks è costretto ad affrontare le creature del Dottor Mieu, uno scienziato che mira a dominare l'universo. Facendosi catturare dal Generale Lilde riesce a svelare nel dettaglio i veri intenti dello scienziato, e dopo essersi fatto liberare da Gil manomette i dati della vasca criogenica dove risiedeva Baby - uno dei maggiori antagonisti della serie - riuscendo apparentemente a bloccare il processo di crescita del mostro, anche se l'essere riesce ugualmente a nascere, facendo esplodere il laboratorio. Trunks, Goku e Pan a quel punto disintegrano con un'onda di energia il mostro ancora incompleto convincendosi così di averlo eliminato, anche se in realtà Baby riesce a sopravvivere grazie a una cellula che si insidierà nel corpo del furioso Dottor Mieu. Successivamente Trunks si ritroverà suo malgrado a dover affrontare nuovamente Baby.
Trunks, Goku e Pan affrontano il parassita, dimostrandosi ancora una volta superiori a lui, tuttavia Trunks durante il breve scontro viene leggermente ferito al braccio e Baby ne approfitta per entrare nel suo corpo e prenderne momentaneamente possesso, attaccando così Pan e Goku. Fortunatamente però prima di riuscire a colpire Goku, Trunks si ribella al parassita e trasformandosi in Super Saiyan riesce a scacciare dal suo corpo Baby, che però fa in tempo a depositare nel corpo di Trunks un uovo. Successivamente mentre Baby, che nel frattempo si è potenziato impadronendosi di innumerevoli corpi, ha soggiogato la Terra, Trunks insieme a Pan e Goku termina la ricerca delle sfere del drago dalla stella nera e diversi mesi dopo ritorna sulla Terra. Sfortunatamente però Baby ha ormai assoggettato l'intero pianeta compresi gli amici Goten e Gohan e il padre Vegeta; è durante l'incontro con quest'ultimo che Baby (dal corpo di Vegeta) spiega al giovane che durante il loro ultimo incontro esso aveva depositato un uovo nel suo corpo e che ormai anche lui diventerà presto assoggettato alla volontà di Baby, cosa che di fatto accade poco dopo.
Da quel punto Trunks diventa così come tutti i terrestri e Saiyan (eccetto Goku), un alleato di Baby, limitandosi per lo più ad affiancarlo prima sulla Terra poi sul pianeta degli Tsufuru, Plant, ricreato da Baby grazie alle sfere del drago dalla stella nera. Successivamente, verso la fine dello scontro tra Baby Vegeta e Goku trasformatosi in un Super Saiyan 4, Trunks verrà liberato dall'uovo e rianimato da Kibitoshin che lo incarica di dare il colpo di grazia a un ormai esausto Baby. Trunks però arriva in tempo giusto per salvare Goku da morte certa tramortendo lievemente Baby nella forma di Scimmione dorato (che si era ricaricato grazie a un macchinario di Bulma). Cerca poi di attaccare il nemico trasformandosi in Super Saiyan, ma i suoi colpi risultano assolutamente inefficaci.
Goku a quel punto suggerisce a Trunks e agli altri di donargli la loro energia in modo da sconfiggere Baby definitivamente; i Saiyan obbediscono e riescono nell'intento, per poi essere però messi fuori combattimento da un attacco di Baby Vegeta. A Trunks, non rimane altro che restare ad assistere al breve scontro finale tra Goku e Baby, in cui questa volta però Goku riesce ad avere la meglio e ad eliminare definitivamente il nemico. In seguito Trunks, resosi conto del fatto che la Terra entro quindici giorni sarebbe stata distrutta a causa del fatto che in precedenza Baby aveva utilizzato le sfere del drago dalla stella nera, comincia, con l'aiuto di tutti i suoi compagni, a evacuare la popolazione terrestre sul pianeta degli Tsufuru, assistendo successivamente alla distruzione della Terra.
Dopo la distruzione della Terra e la sua successiva rigenerazione un anno dopo grazie alle sfere del drago, Trunks ritorna a vivere sulla Terra, tornando a occuparsi della presidenza della Capsule Corporation. Durante una fuga dal suo lavoro, Trunks viene attaccato da un clone di C-17, che lo esorta a riferire a Goku di raggiungerlo nell'aldilà per affrontare tutti i nemici del passato, che si stanno nel frattempo riversando fuori dal regno degli inferi grazie a uno squarcio interdimensionale. Trunks riferisce a Goku il messaggio e poi parte in direzione dello squarcio dimensionale per aiutare nella lotta.
In seguito raggiunge insieme a Gohan e Goten il padre Vegeta, che nel frattempo sta combattendo contro il nuovo C-17, ma al suo arrivo il C-17 originale raggiunge il campo di battaglia e fondendosi con il suo gemello dà vita a Super C-17. Il nuovo cyborg a quel punto si rivela un avversario troppo grande per poter essere affrontato e nonostante gli sforzi, Trunks e gli altri Saiyan vengono immediatamente messi al tappeto. In seguito con il ritorno di Goku dal regno degli inferi e la faticosa vittoria del Saiyan su Super C-17, Trunks ricompare insieme agli altri guerrieri mentre cerca di evocare il drago Shenron per riportare in vita Crilin e ristabilire l'ordine dopo il caos provocato dalla frattura dimensionale con il mondo dei morti, ma rimane stupito nel rendersi conto che il drago evocato non è più Shenron, ma Dark Shenron.
In seguito alla divisione di Dark Shenron nei diversi draghi malvagi sparsi per il mondo, Goku parte alla ricerca dei suddetti per poterli sconfiggere e ripristinare così le sfere del drago terrestri mentre Trunks e gli altri rimangono alla Capsule Corporation. Più avanti però, quando Goku si troverà a dover affrontare l'ultimo drago, Li Shenron, che ha una potenza più elevata di qualunque altro nemico mai affrontato, Trunks assieme agli altri arriva in soccorso di Goku con l'intento di donargli nuovamente la sua energia come in occasione dello scontro con Baby. Anche così però il nemico rimane troppo forte e dopo che quest'ultimo scaglia un'immensa sfera di energia, Goku scompare e viene dato per morto.
A questo punto Vegeta esorta Trunks, Gohan e Goten a prendere le loro famiglie e ad abbandonare la Terra con un'astronave, ma Trunks e gli altri decidono di restare e combattere e affidano a Ub il compito di portare in salvo le loro famiglie. Vegeta, Trunks e gli altri vengono però sconfitti uno a uno, fino a che Goku, incredibilmente ancora vivo, ricompare con un'enorme Sfera Genkidama realizzata mentre Li Shenron era impegnato a combattere gli altri e la scaglia contro di lui riuscendo finalmente a eliminarlo definitivamente.
A quel punto le sfere del drago sono nuovamente purificate e il drago Shenron compare ringraziando Goku e invitandolo a seguirlo nel cielo azzurro. Goku scompare e nell'ultima scena in cui Trunks compare, egli spiega a Pan che da quel momento in poi tutti dovranno contare solo sulle loro forze per rendere migliore il mondo e che se dimostreranno di riuscirci, le sfere del drago un giorno ritorneranno.

### Poteri e abilità
Trunks si dimostra capace di trasformarsi in Super Saiyan già ad 8 anni e la sua velocità è tale che suo padre Vegeta, limitandosi a difendersi, non riesce a bloccarne tutti gli attacchi, mentre 18 rimane shockata dalla potenza di un suo attacco energetico molto trattenuto. In Dragon Ball GT Trunks necessita di trasformarsi in Super Saiyan per sollevare una pila di mattoni.

## Trunks del futuro
Chiamato anche Future Trunks (dall'inglese) o Mirai Trunks (dall'originale giapponese). Questa è una versione di Trunks proveniente da un futuro alternativo in cui i cyborg hanno sconfitto tutti gli altri guerrieri difensori della Terra e conquistato il pianeta, portando quotidianamente morte e distruzione. Trunks del futuro è la prima versione di Trunks a comparire e appare per la prima volta nel capitolo 331 del manga originale, pubblicato il 15 luglio 1991 sulla rivista Shōnen Jump. Nelle prime apparizioni indossa una giacca di jeans col simbolo della Capsule Corporation sulla spalla e porta sempre con sé una spada; più avanti nella storia indosserà una tuta da combattimento identica a quella di suo padre, mentre in Dragon Ball Super rimette i vecchi vestiti (con colori diversi e un foulard sul collo) e i suoi capelli cambiano colore, da viola ad azzurri. Trunks appare come una figura solitaria, sulle cui spalle grava il destino di tutta l'umanità, probabilmente a causa del fatto che è cresciuto praticamente da solo dopo la morte di tutti gli altri guerrieri difensori della Terra. Sebbene il dolore per la morte dei suoi cari lo sproni a combattere sempre al massimo, Trunks appare molto spavaldo e avventato a confronto con i più riflessivi Goku e Vegeta, probabilmente a causa dell'inesperienza: per esempio, nell'affrontare Cell si renderà conto solo dopo un lungo combattimento dei gravi effetti collaterali della trasformazione in Super Saiyan del terzo stadio, che invece Goku (e Vegeta, anche se non viene mostrato esplicitamente) aveva notato quasi immediatamente.

### Biografia

#### Dragon Ball Z
Nel futuro di Trunks, il mondo è stato messo a ferro e fuoco dai cyborg Numero 17 e Numero 18 e Trunks e Gohan sono gli unici superstiti tra i guerrieri, i quali sono caduti uno dopo l'altro nel tentativo di fermare i due cyborg (eccezione fatta per Goku, che è deceduto a causa di una malattia cardiaca). Gohan prende Trunks come suo allievo, cercando di farlo diventare un Super Saiyan per poter così sconfiggere i nemici. Nel film La storia di Trunks, viene narrato di come agli inizi degli allenamenti di Trunks, Gohan si sia posto come scudo tra lui e i cyborg durante un attacco di questi ultimi, cosa che salva la vita a Trunks ma costa un braccio a Gohan. Sempre nello stesso film, dopo una nuova sessione di allenamento, durante la quale Trunks riesce a innescare per qualche secondo la trasformazione in Super Saiyan, i due apprendono di un nuovo attacco degli androidi; per evitare che Trunks tenti di intervenire, Gohan lo stordisce con un colpo alla nuca e si prepara ad affrontare il nemico da solo. A causa della menomazione subita però, il figlio di Goku viene facilmente messo al tappeto e ucciso da 17 e 18. Rimasto ormai solo, Trunks decide di vendicare Gohan, ma nonostante i duri allenamenti, ancora non riesce ad avere la meglio sui due nemici. A questo punto, sua madre Bulma costruisce una macchina del tempo e manda Trunks in missione nel passato per avvertire i guerrieri del pericolo che li attende nell'immediato futuro, e soprattutto, per consegnare a Goku la medicina necessaria a curare la malattia al cuore che lo avrebbe ucciso.
Trunks giunge quindi nel passato (il presente della storia principale) dove elimina senza difficoltà Mecha Freezer, Re Cold e i loro uomini. All'arrivo di Goku, dato che non lo aveva mai incontrato Trunks decide di saggiare la sua forza: il ragazzo gli sferra vari fendenti di spada, tutti prontamente bloccati utilizzando un solo dito. A questo punto, conscio della potenza di Goku, si presenta a lui come l'ultimo erede della razza Saiyan, nonché figlio di Vegeta e di Bulma, pregandolo però di tacere su questo dettaglio onde evitare di innescare un paradosso temporale (sapendo del loro futuro figlio Vegeta e Bulma avrebbero potuto decidere di non frequentarsi, non facendo così nascere Trunks). Il ragazzo mette in guardia Goku che dopo tre anni sarebbe morto a causa di una malattia cardiaca e che tutti gli altri combattenti sarebbero stati uccisi da due cyborg. Fornisce quindi a Goku la medicina per la sua futura malattia cardiaca e, prima di congedarsi, aggiunge che sarebbe tornato di lì a tre anni esatti per aiutare lui e gli altri.
Passati i tre anni, Trunks raggiunge i compagni e scopre che a causa del suo viaggio nel passato molte cose sono cambiate: anziché affrontare Numero 17 e Numero 18, i guerrieri hanno in realtà incontrato due automi sconosciuti (Numero 20 e Numero 19), alla "squadra" di 17 e 18 si è unito un terzo robot, Numero 16, e soprattutto 17 e 18 sono nettamente più potenti di quelli incontrati da Trunks nella sua linea temporale. Raggiunto il terzetto costituito da 17, 18 e 16, Trunks viene facilmente sconfitto insieme a Vegeta, Tenshinhan, Crilin e Piccolo, e per di più la sua spada va in pezzi al contatto con la coriacea pelle di 18. Costretto a ritirarsi insieme agli altri, Trunks viene in seguito a sapere di Cell, e si dirige insieme a Crilin al suo luogo di incubazione, che i due distruggono uccidendo il Cell del presente. Successivamente Trunks si allena insieme a Vegeta nella Stanza dello Spirito e del Tempo per fronteggiare la versione adulta di Cell (un Cell proveniente da un'altra linea temporale); terminato l'allenamento, Trunks e Vegeta si confrontano con Cell e inizialmente dimostrano di essere nettamente più potenti del nemico, ma Vegeta permette al mostro di assorbire 18, e così facendo Cell raggiunge un livello di combattimento molto superiore a quello di entrambi. Trunks prova allora a batterlo raggiungendo il terzo stadio del Super Saiyan, ma la trasformazione gli rallenta i movimenti ed è alla fine costretto a dichiararsi sconfitto, sebbene Cell lo risparmi per andare a organizzare il Cell Game. In seguito Trunks partecipa quindi al Cell Game, dove combatte contro i Cell Jr creati da Cell riuscendo a tener loro testa, ma viene ucciso da un raggio a sorpresa del nemico, che colpisce casualmente il giovane. Più tardi (dopo la sconfitta di Cell per mano di Gohan) sarà riportato in vita con le sfere del drago, e rimarrà stupito nell'apprendere che dopo la sua morte Vegeta, anche se ben conscio della sua inferiorità, aveva affrontato a viso aperto Cell in preda alla rabbia per la perdita di suo figlio.
Tornato nel futuro con la macchina del tempo, Trunks uccide facilmente 17 e 18 vendicando il suo maestro Gohan e tutte le persone morte a causa loro. Successivamente viene avvicinato dal Cell della sua linea temporale, il quale ha intenzione di eliminarlo per poi appropriarsi della sua macchina del tempo e viaggiare fino all'epoca in cui i due cyborg 17 e 18 fossero ancora integri, onde poterli assorbire. Il piano di Cell è tuttavia previsto da Trunks, il quale dopo averlo riferito all'incredulo Cell, lo elimina facilmente con i suoi nuovi poteri e ristabilisce definitivamente l'ordine nel suo desolato futuro, inaugurando una nuova era di pace e speranza.
In un'altra linea temporale, quando Cell si impossessò della macchina del tempo, Trunks venne ucciso dall'androide. Cell legò la sua lunga e potente coda intorno al collo del giovane ragazzo, e strinse fino a soffocarlo. Trunks morì così strangolato, e Cell fece uso della macchina del tempo.

#### Dragon Ball Super

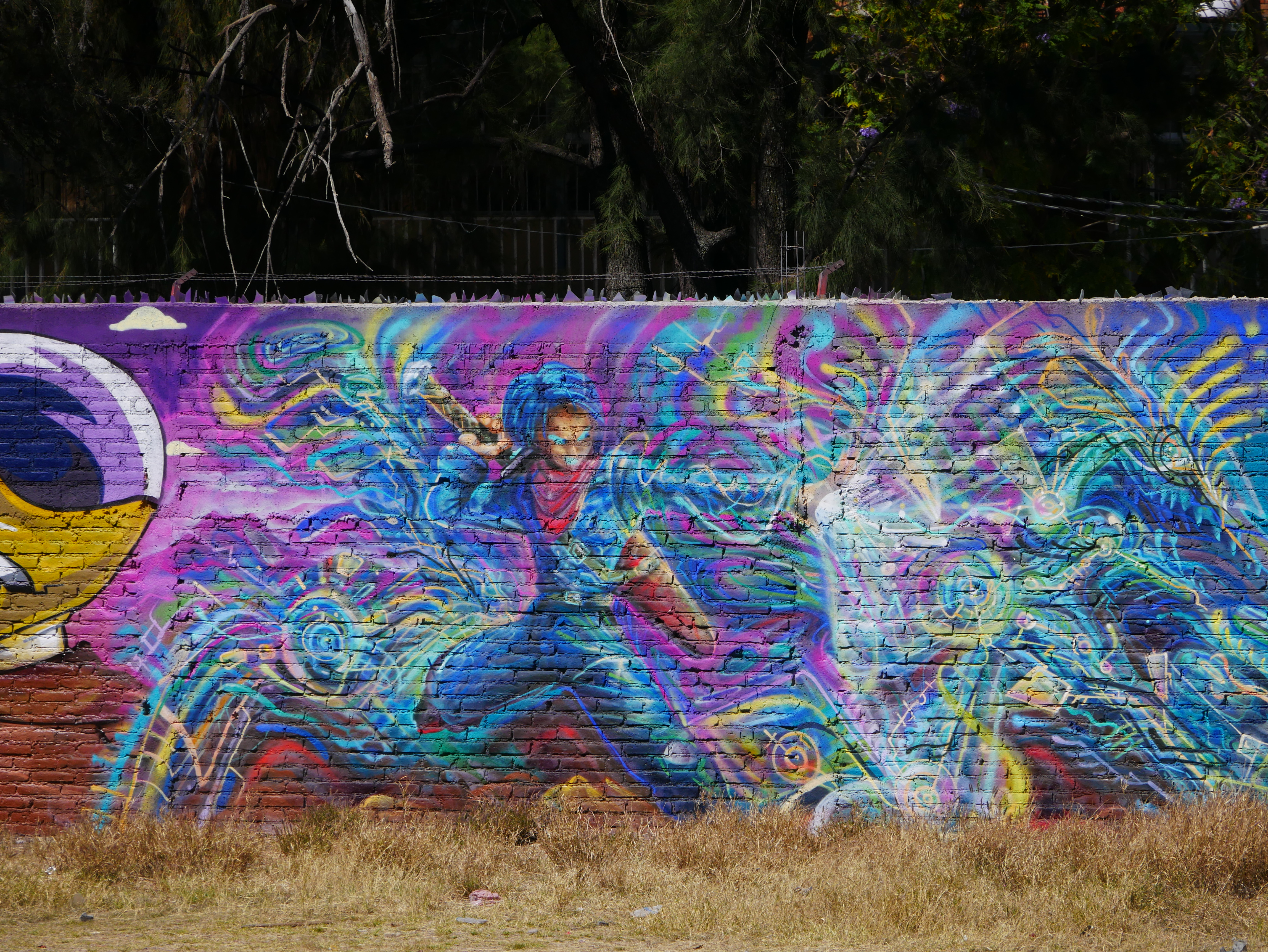
Murales raffigurante Trunks del futuro in Dragon Ball Super

In Dragon Ball Super, per via di una differente scelta stilistica, il colore dei capelli di Trunks del futuro è celeste come quelli di Bulma e non più lilla come nelle vecchie serie, sebbene vengano mostrati alcuni flashback presi da Dragon Ball Z in cui li ha nuovamente lilla.
Dopo la sconfitta dei cyborg il futuro di Trunks vive un lungo periodo di pace, durante il quale Trunks viene addestrato da Kaiohshin dell'Est, che gli fa acquisire lo stadio di Super Saiyan II, col quale Trunks riesce a sconfiggere Darbula e Babidy impedendo il risveglio di Majin Bu. Un giorno appare un misterioso individuo dall'aspetto identico a quello di Goku, che Bulma (del futuro) soprannomina "Black Goku". Black Goku comincia a seminare distruzione su tutto il pianeta Terra facendolo sprofondare nel caos. Trunks prova ad affrontarlo ma il nemico si rivela molto più forte del previsto, mentre nel frattempo Mai (controparte del futuro della sottoposta di Pilaf) forma un esercito di resistenza tra gli umani. Resosi conto dell'enorme potenza di Black, Trunks decide di ritornare nel passato per chiedere aiuto a Vegeta e agli altri guerrieri difensori della Terra. Black però cerca di ostacolare i piani di Trunks uccidendo Bulma, ma il giovane guerriero riesce ugualmente a tornare indietro nel tempo con la macchina apposita costruita da sua madre, anche grazie all'aiuto di Mai.
Giunto nel passato Trunks viene soccorso dal Trunks del presente. Una volta risvegliatosi racconta a Goku, Vegeta e Bulma il motivo del suo viaggio. Goku e Trunks si affrontano per testare le loro forze, e Goku lo sconfigge; nell'anime egli si trasforma in un Super Saiyan III, mentre nel manga Goku si vede costretto a trasformarsi in un Super Saiyan God.
Successivamente, Trunks torna nel futuro insieme a Goku e Vegeta. Qui scopre che Mai è ancora viva e in salute e ha continuato a combattere contro Black. I tre super Saiyan affrontano Black, scoprendo che lui in realtà proviene da una linea temporale alternativa sia a quella principale che a quella di Trunks del futuro, e la sua vera identità è quella di Zamasu, che nella sua linea temporale ha scambiato il suo corpo con quello di Goku grazie alle super sfere del drago, e si è poi diretto nella linea temporale di Trunks del futuro, dove ha stretto un'alleanza con Zamasu del futuro, lo Zamasu di quest'ultima linea temporale. Black e Zamasu del futuro sono troppo forti, tanto che Goku e Vegeta si vedono costretti a ritirarsi tornando nel passato con la macchina del tempo mentre Trunks tiene occupati i due nemici trasformandosi, solo nell'anime, in un Super Saiyan furioso. Goku e Vegeta tornano poi nel futuro con la macchina del tempo per aiutare Trunks, e sembrano prevalere ma purtroppo Black e Zamasu effettuano la fusione con gli orecchini Potara, dando origine a Zamasu fuso, un guerriero potente e immortale. Finalmente Trunks nell'anime lo sconfigge convogliando la forza vitale di Goku, Vegeta e dei terrestri nella sua spada (similmente a quanto succede con la Sfera Genkidama) con la quale distrugge il corpo fisico di Zamasu, anche se non riesce a bandire il suo spirito immortale, che fa comunque strage dei terrestri. Nel manga, invece, Trunks usa i suoi poteri curativi (risultato dell'addestramento con Kaiohshin dell'Est) per guarire Goku permettendogli di affrontare Zamasu, e quando la fusione tra Black e Zamasu del futuro è sul punto di sciogliersi, Trunks taglia in due Zamasu con un semplice fendente della spada; la cosa però, invece di uccidere Black e Zamasu, genera due nuovi Zamasu immortali, che poi si moltiplicano in un numero esponenziale quando Vegeta li colpisce con un Lampo finale.
Sia nell'anime che nel manga, Goku decide allora di chiamare la controparte futura di Zeno con il pulsante magico ricevuto dalla controparte del presente della divinità. Il Dio dei dodici universi giunge sul posto e a causa di un malinteso distrugge non solo Zamasu, ma anche tutto il multiverso della linea temporale di Trunks. Tutti i presenti riescono però a salvarsi fuggendo nel passato grazie alla macchina del tempo di Trunks. Whis rivela poi che esiste la possibilità di tornare a un momento prima della distruzione del futuro e fermare Zamasu, ma poiché si creerebbe una nuova linea temporale, Trunks e Mai potrebbero incontrare un'altra coppia di se stessi. Trunks è comunque pronto a tornare a casa con Mai usando la macchina del tempo, e dopo aver salutato Goku e i suoi genitori, fa ritorno nella sua epoca insieme alla ragazza.

### Poteri e abilità
In quanto appartenente alla razza dei guerrieri Saiyan, Trunks dimostra di essere molto più forte dei normali terrestri. Come per suo padre e per tutti i Saiyan, Trunks possiede l'abilità innata dello Zenkai: quando riporta gravi ferite in battaglia ma riesce a sopravvivere, aumentano dopo la guarigione forza fisica, resistenza, velocità, prontezza di riflessi ed "energia spirituale".
Alla sua prima apparizione Trunks possiede un livello di combattimento molto elevato: trasformandosi in Super Saiyan sconfigge con estrema facilità Freezer e Re Cold. Passati ulteriori 3 anni torna nel presente per fronteggiare i cyborg, mostrando una potenza ancora superiore alla precedente. I suoi poteri aumenteranno enormemente durante l'allenamento nella Stanza dello Spirito e del Tempo, permettendogli di raggiungere una potenza tale da poter sconfiggere con estrema facilità le controparti future di Numero 17, Numero 18 e Cell al suo primo stadio. In Dragon Ball Super mostra di aver raggiunto lo stadio del Super Saiyan II col quale ha potuto sconfiggere la controparte futura di Darbula. Nel secondo scontro con Zamasu e Black Goku, Trunks acquisisce una nuova trasformazione del Super Saiyan dove i capelli diventano più dritti e la sua aura è blu e gialla acquisendo una forza superiore addirittura al Super Saiyan 3. Tale trasformazione è chiamata Super Saiyan furioso, poiché è provocata dalla rabbia.

#### Trasformazioni
- Super Saiyan: acquisita in un momento indefinito antecedente alla morte di Gohan del futuro, nel manga;[32] acquisita a causa della morte di Gohan del futuro, nell'anime.[33][34]
- Secondo stadio del Super Saiyan: acquisita durante l'allenamento nella Stanza dello Spirito e del Tempo.
- Terzo stadio del Super Saiyan: acquisita durante l'allenamento nella Stanza dello Spirito e del Tempo.
- Super Saiyan II: acquisita durante lo scontro con Babidy e Darbula del futuro.
- Super Saiyan furioso: acquisita durante il secondo scontro con Black Goku e Zamasu del futuro.
- Super Saiyan III: presente nella serie animata Super Dragon Ball Heroes e nel videogioco Dragon Ball Heroes.
- Super Saiyan God: presente solo nella serie animata Super Dragon Ball Heroes.

## Doppiaggio
Nella versione originale giapponese, Trunks è doppiato da Takeshi Kusao sia bambino che adulto.
In Italia, Trunks da bambino è stato doppiato da Monica Bonetto fino alla sua morte, e a partire dalla seconda metà dell'episodio 45 della serie Dragon Ball Super, ha la voce di Patrizia Mottola, mentre da adulto è doppiato da Simone D'Andrea.
Nell'edizione Dynamic dei film dello Z, la voce di Trunks bambino è di Paola Majano e da adulto di Massimiliano Alto, mentre nel film La battaglia degli dei è doppiato da Daniele Raffaeli.
N.B.: essendo lo stesso personaggio, quando la versione del presente di Trunks raggiunge la medesima età con cui si conosce il Trunks del futuro, egli ha la voce del medesimo doppiatore.

## Accoglienza
Christopher Sabat, che nella versione americana ha prestato la voce a molti personaggi della serie, tra cui Vegeta, Yamcha, il Grande Mago Piccolo e tre membri della Squadra Ginew, ha dichiarato che il suo personaggio preferito, oltre a Vegeta, è proprio Trunks. Ha anche apprezzato la battaglia di Trunks (del futuro) contro Freezer e Re Cold. L'attore Masi Oka ha rivelato di apprezzare Trunks (del futuro) perché uguale al personaggio di Hiro Nakamura del telefilm Heroes, poiché entrambi sono viaggiatori del tempo che possiedono spade.
Akira Toriyama, in un'intervista, affermò che se potesse rinascere, vorrebbe essere Trunks e come madre gli piacerebbe avere Bulma..
Alcune riviste non hanno gradito l'evoluzione del personaggio di Trunks durante la serie GT, definendolo "goffo".